# デボタ (小惑星)
デボタ (1328 Devota) は、小惑星帯の外縁部に位置する小惑星である。アルジェリアのアルジェ天文台で、ポーランド出身のフランスの天文学者ヴェニアミン・ジェコフスキーによって発見された。
発見者の友人でアルゼンチン天文台評議会議長のフォルトゥナート・デボタにちなんで命名された。